# Особистий чемпіонат України зі спідвею серед юніорів
Особистий чемпіонат України зі спідвею серед юніорів — змагання серед спідвейних гонщиків України віком до 21 року. Проводяться з 1968 року (з перервами).

## Призери
| Дата                                        | Місце фіналу            | Переможець                        | Срібна медаль                         | Бронзова медаль                             |
| 04-05.05.1968                               | Львів                   | Григорій Хлиновський (Рівне)      | Анатолій Самчук (Червоноград)         | Андрій Підгорний (Львів)                    |
| 1969                                        | Дані відсутні           | Дані відсутні                     | Дані відсутні                         | Дані відсутні                               |
| 11-12.04.1970                               | Кадіївка                | Василь Мурашко (Львів)            | Олег Дзядик (Червоноград)             | Юрій Грінчук (Львів)                        |
| 23-25.06.1971                               | Кадіївка                |                                   |                                       |                                             |
| 03-04.06.1972                               | Львів                   | Володимир Рожанчук (Львів)        |                                       |                                             |
| 05-07.10.1973                               | Червоноград             | Володимир Рожанчук (Рівне)        |                                       |                                             |
| 12-13.10.1974                               | Донецьк                 |                                   |                                       |                                             |
| 1975                                        | Дані відсутні           | Дані відсутні                     | Дані відсутні                         | Дані відсутні                               |
| ??.09.1976                                  | Червоноград             | Павло Хлиновський (Рівне)         | Петро Брицюк (Рівне)                  | Володимир Мартинюк (Вознесенськ)            |
| 04.09.1977                                  | Червоноград             | Анатолій Жабчик (Вознесенськ)     |                                       |                                             |
| 06.08.1978                                  | Червоноград             | Анатолій Жабчик (Вознесенськ)     | Олександр Клімантов (Червоноград)     | Олександр Бессарабов (Червоноград)          |
| 16.09.1979                                  | Вознесенськ             | Анатолій Жабчик (Вознесенськ)     |                                       |                                             |
| 16-18.05.1980                               | Полтава                 | Володимир Трофимов (Рівне)        | Віктор Саприкін (Донецьк)             | Валентин Семенець (Вознесенськ)             |
| ??.05.1981                                  | Вознесенськ             | Олександр Клімантов (Червоноград) |                                       | Володимир Трофимов (Рівне)                  |
| 10-11.04.1982                               | Полтава                 | Володимир Трофимов (Червоноград)* |                                       |                                             |
| 15.05.1983                                  | Полтава                 | Володимир Трофимов (Червоноград)* | Ігор Марко (Червоноград)              | Віктор Нелюба (Полтава)                     |
| 12-13.05.1984                               | Червоноград             | Ігор Марко (Червоноград)          | Віталій Каплунов (Донецьк)            | Ігор Каратаєв (Червоноград)                 |
| 08.09.1985                                  | Донецьк                 | Ігор Звєрєв (Рівне)               | Ігор Марко (Червоноград)              | Олександр Кришталь (Рівне)                  |
| 01.06.1986                                  | Полтава                 | Олександр Кришталь (Рівне)        | Борис Ігнатов (Севастополь)           | Олег Немчук (Рівне)                         |
| 1987                                        | Донецьк                 | Валерій Кузьмінов (Полтава)       | Ігор Матвєєв (Донецьк)                | Анатолій Жадан (Полтава)                    |
| 1988                                        | Дані відсутні           | Дані відсутні                     | Дані відсутні                         | Дані відсутні                               |
| 1989                                        | Дані відсутні           | Дані відсутні                     | Дані відсутні                         | Дані відсутні                               |
| 27.10.1990                                  | Севастополь             | Рузіль Валієв (Львів)             | Анатолій Жадан (Полтава)              | Олександр Лятосинський (Львів)              |
| 28.09.1991                                  | Червоноград             | Ігор Главинський (Львів)          | Ігор Дмитришин (Червоноград)          | Ігор Мурашко (Рівне)                        |
| 21.06.1992                                  | Червоноград             | Віктор Гайдим (Рівне)             | Ігор Борисенко (Львів)                | Микола Лущик (Червоноград)                  |
| 03.07.1993                                  | Червоноград             | Ігор Борисенко (Львів)            | Ігор Мурашко (Рівне)                  | Микола Лущик (Червоноград)                  |
| ??.??.1994 24.09.1994                       | Червоноград Рівне       | Віталій Семенець (Червоноград)    | Микола Лущик (Червоноград)            | Андрій Сіньковський (Червоноград)           |
| 1995                                        | Дані відсутні           | Дані відсутні                     | Дані відсутні                         | Дані відсутні                               |
| 20.07.1996                                  | Рівне                   | Петро Велесик (Рівне)             | Олександр Ксенжук (Рівне)             | Віталій Семенець (Львів)                    |
| 20.08.1997                                  | Рівне                   | Петро Велесик (Рівне)             | Анатолій Жабчик-мол. (Рівне)          | Олександр Ксенжук (Рівне)                   |
| 24.08.1998                                  | Рівне                   | Петро Велесик (Рівне)             | Олександр Бородай (Рівне)             | Тарас Колесов (Рівне)                       |
| 1999                                        | Чемпіонат не проводився | Чемпіонат не проводився           | Чемпіонат не проводився               | Чемпіонат не проводився                     |
| 21.05.2000                                  | Червоноград             | Андрій Сіньковський (Червоноград) | Олександр Бородай (Рівне)             | Анатолій Жабчик-мол. (Рівне)                |
| 29.09.2001                                  | Червоноград             | Сергій Сенько (Львів)             | Олександр Верещук (Рівне)             | Максим Юрійчак (Червоноград)                |
| 18.05.2002                                  | Червоноград)            | Сергій Сенько (Львів)             | Андрій Карпов (Червоноград)           | Антон Кундеус (Рівне)                       |
| 17.05.2003 28.06.2003                       | Львів Рівне             | Сергій Сенько (Львів)             | Андрій Карпов (Червоноград)           | Любомир Войтик (Львів)                      |
| 24.04.2004 26.05.2004                       | Рівне Червоноград       | Сергій Сенько (Львів)             | Володимир Омельян (Рівне)             | Любомир Войтик (Львів)                      |
| 14.05.2005 03.07.2005                       | Червоноград Рівне       | Сергій Сенько (Львів)             | Андрій Скіпчак (Кобрин) (Червоноград) | Володимир Омельян (Рівне)                   |
| 18.06.2006 07.10.2006                       | Червоноград Рівне       | Андрій Карпов (Червоноград)       | Володимир Колодій-мол (Рівне)         | Володимир Омельян (Рівне)                   |
| 18.04.2007 05.05.2007                       | Червоноград Рівне       | Ярослав Полюхович (Рівне)         | Володимир Омельян (Рівне)             | Андрій Комончук (Рівне)                     |
| 24.05.2008                                  | Рівне                   | Кирило Цуканов (Львів)            | Станіслав Огородник (Рівне)           | Мацей Михалюк (Польща, українська ліцензія) |
| 08.05.2009                                  | Червоноград             | Михайло Онешко (Рівне)            | Кирило Цуканов (Львів)                | Олександр Локтаєв (Червоноград)             |
| 15.04.2010 16.04.2010 29.04.2010            | Червоноград Львів Рівне | Кирило Цуканов (Львів)            | Станіслав Огородник (Рівне)           | Андрій Кобрин (Червоноград)                 |
| 21.04.2011                                  | Червоноград             | Кирило Цуканов (Львів)            | Олександр Локтаєв (Червоноград)       | Андрій Кобрин (Червоноград)                 |
| 18.04.2012                                  | Червоноград             | Олександр Локтаєв (Червоноград)   | Кирило Цуканов (Львів)                | Володимир Тейгел (Червоноград)              |
| 2013                                        | Чемпіонат не проводився | Чемпіонат не проводився           | Чемпіонат не проводився               | Чемпіонат не проводився                     |
| 2014                                        | Чемпіонат не проводився | Чемпіонат не проводився           | Чемпіонат не проводився               | Чемпіонат не проводився                     |
| 10.10.2015                                  | Червоноград             | Віктор Трофимов-молодший (Рівне)  | Дмитро Мостовик (Червоноград)         | Максим Росощук (Рівне)                      |
| 03.05.2016 04.05.2016                       | Рівне Червоноград       | Станіслав Мельничук (Рівне)       | Дмитро Мостовик (Червоноград)         | Марко Левішин (Рівне)                       |
| 18.04.2017 08.10.2017                       | Червоноград Рівне       | Дмитро Мостовик (Червоноград)     | Марко Левішин (Рівне)                 | Андрій Розалюк (Червоноград)                |
| 2018                                        | Чемпіонат не проводився | Чемпіонат не проводився           | Чемпіонат не проводився               | Чемпіонат не проводився                     |
| 20.04.2019                                  | Рівне                   | Марко Левішин (Рівне)             | Андрій Розалюк (Червоноград)          | НазарТкачук (Рівне)                         |
| 2020                                        | Чемпіонат не проводився | Чемпіонат не проводився           | Чемпіонат не проводився               | Чемпіонат не проводився                     |
| 21.08.2021                                  | Рівне                   | Марко Левішин (Рівне)             | Назар Парніцький (Рівне)              | Андрій Розалюк (Червоноград)                |
| 2022                                        | Чемпіонат не проводився | Чемпіонат не проводився           | Чемпіонат не проводився               | Чемпіонат не проводився                     |
| 14.05.2023 24.06.2023 17.09.2023            | Рівне                   | Роман Капустін (Рівне)            | Максим Середа (Костопіль)             | Владислав Дуда (Рівне)                      |
| 18.05.2024 01.06.2024 14.07.2024 22.09.2024 | Рівне Червоноград Рівне | Роман Капустін (Рівне)            | Володимир Зламан (Рівне)              | Максим Середа (Костопіль)                   |

## Статистика

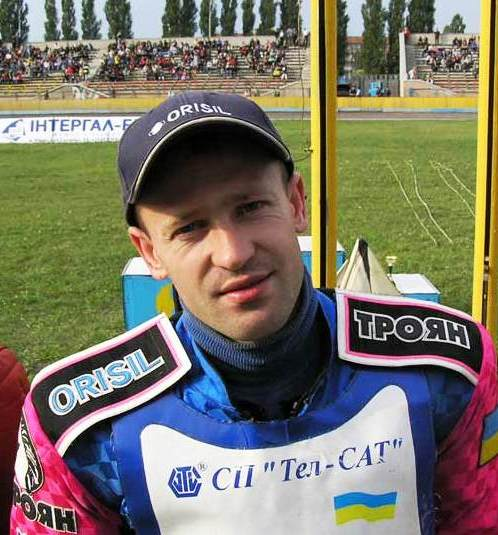
Петро Велесик у 2004 р.

- Найбільшу кількість разів чемпіоном України серед юніорів ставав Сергій Сенько — 5 (2001—2005).
- Найчастіше золоті медалі завойовували представники Рівного — 17 разів.
- 5 разів увесь п'єдестал займали представники одного міста: в 1985, 1997, 1998, 2007, 2023 роках всі медалі отримували представники Рівного.
- Чемпіон 2015 року Віктор Трофимов-молодший є сином Володимира Трофимова, який тричі ставав переможцем турніру (1980, 1982, 1983).
- Срібний (1997) і бронзовий (2000) призер Анатолій Жабчик-молодший є сином Анатолія Жабчика, який тричі ставав переможцем турніру (1977, 1978, 1979).
- 5-разовий переможець особистих чемпіонатів України серед юніорів Сергій Сенько є внуком гонщика Сергія Вікторовича Лятосинського та племінником бронзового призера чемпіонату 1990 року Олександра Лятосинського.